# Megachile fruticosa
Megachile fruticosa är en biart som beskrevs av Mitchell 1930. Megachile fruticosa ingår i släktet tapetserarbin, och familjen buksamlarbin. Inga underarter finns listade i Catalogue of Life.